# Amou
Amou es una comuna francesa y población situada en la región de Aquitania, departamento de Landas, en el distrito de Dax y cantón de Amou, atravesada por el río Luy de Béarn, afluente del Luy.

## Demografía
| 1400 | 1455 | 1427 | 1462 | 1481 | 1452 |
| Para los censos de 1962 a 1999 la población legal corresponde a la población sin duplicidades (Fuente: INSEE [Consultar]) |      |      |      |      |      |

## Lugares de interés
- El castillo de Amou
- Plaza de toros Jean Lafittau

## Personalidades relacionadas con la comuna
- Arnaud Castaignet, especialista en cuestiones políticas.